# Khersdar-e Soflá
Khersdar-e Soflá (persiska: خرسدر سفلی) är en ort i Iran.   Den ligger i provinsen Lorestan, i den västra delen av landet, 400 km sydväst om huvudstaden Teheran. Khersdar-e Soflá ligger 687 meter över havet och antalet invånare är 600.
Terrängen runt Khersdar-e Soflá är varierad. Khersdar-e Soflá ligger nere i en dal.Runt Khersdar-e Soflá är det ganska glesbefolkat, med 28 invånare per kvadratkilometer. Närmaste större samhälle är Poldokhtar, 6,0 km söder om Khersdar-e Soflá. Omgivningarna runt Khersdar-e Soflá är i huvudsak ett öppet busklandskap.